# Гліб Жеглов
Гліб Георгійович (Єгорович) Жеглов — один з головних героїв міліцейського детективного роману братів Вайнерів «Ера милосердя» (1976) і знятої за їх сценарієм екранізації «Місце зустрічі змінити не можна» (1979), дія якого відбувається в серпні — листопаді 1945 року. Роль Жеглова у фільмі зіграв Володимир Висоцький.
Оперативний працівник Московського карного розшуку, начальник відділу по боротьбі з бандитизмом.

## Персонаж

### Прототип
Петро Вайль повідомляє: «Як розповів мені письменник Георгій Вайнер, один з авторів роману „Ера милосердя“, де вперше з'явився Жеглов, у нього був реальний прототип, з тим самим же прізвищем, тільки звали його Станіслав Жеглов. Він працював у 1960-тих роках у Московському кримінальному розшуку». Однак ця інформація ніде не підтверджується, і говориться, що в основу персонажа лягли риси різних людей. Є вказівки, що Володимир Арапов (прототип Шарапова) — мав крутий норов і характером більше схожий на «кіношного» Жеглова, ніж на інтелігентного Шарапова.

### У книзі
Образ в літературному першоджерелі відрізняється від звичного кінематографічного трактування. За книгою Жеглову 25-26 років (він всього на декілька років старше Шарапова). Високого зросту, спритний, рухливий, швидкі коричневі очі витрішкуваті. Смаглява шкіра, синювато-чорне волосся. Дуже широкий в плечах.
|  | …Хлопець — смаглявий, волосся до синяви чорне, очі веселі та злі, а плечі в піджаку не поміщаються… |

Носить штатний парабелум у кобурі на брючному ремені — надівши галіфе, вже озброєний. З пістолетом не розлучається навіть коли спить — поставивши на запобіжник, кладе його під подушку. Одна з рис його характеру — самолюбування. Він хоче бути найкращим у всьому — починаючи з блиску чобіт, які полірує безупинно (що дуже дратує Шарапова), і закінчуючи імпровізованим змаганням на збиранні картоплі. Тому він сміливий до зухвалості, неймовірно працездатний, але до людей ставиться як до роздаткового матеріалу. Не одружений, живе в гуртожитку на Башиловці, пізніше переїжджає в кімнату Шарапова на Сретенці, можливо, виписуючись з гуртожитку. За непрямими ознаками можна припустити, що користується успіхом у протилежної статі — декілька разів його сусід Шарапов помічає, як Жеглов чепуриться, а потім не приходить ночувати.
Зізнався, що ріс без батька, крім нього в родині четверо дітей. Очевидно, виходець із селян.
|  | …Батяня мій був, звичайно, мужик молоток. Настругав він нас — п'ять братів і сестер — і відправився до міста за великими заробітками. Правда, нас ніколи не забував — кожен раз надсилав доплатного листа. Один раз навіть приїхав — цукерок і зубну пасту як гостинець привіз, а на третій день звів з двору корову. І, щоб слідів не знайшли, взув її в капці. Може бути, з тих пір в мені пристрасть до розшукової справи? |

Жеглов вищої освіти, судячи з усього, не має; на питання Шарапова («А ти де вчився? Закінчив?») відповідає — «Дев'ять класів і три коридори. Коли не курси в інституті закінчуєш, а живі кримінальні справи, то воно — навчання — швидше рухається. А ось розгребемо з тобою цю шваль, накип людську, тоді вже в інститут підемо, дипломованими юристами будемо». При цьому грамотний і володіє краснописом, що також зазначає Шарапов. У нього відпрацьований красивий підпис.
Начальник відділу по боротьбі з бандитизмом (ВББ). В МУРі більше п'яти років, тобто з 1939 або 1940 року. Чим займався в період після закінчення 9 класів (~1936 рік) і до вступу на службу в міліцію — невідомо. Володіє кримінальним жаргоном. Наявні нагороди, за словами Шарапова: «орден Червоної Зірки, значки відмінника міліції, парашутиста». Комсомолець.
|  | Шість правил Гліба Жеглова 1. Коли розмовляєш з людьми, частіше посміхайся. Найперше це умова, щоб подобатися людям. 2. Умій уважно слухати людину і старайся направити його до розмови про нього самого. 3. Якомога швидше знайди в розмові тему, яка людині близька і цікава. 4. З першої миті проявляй до людини щирий інтерес — розумієш, що не показуй йому інтерес, а старайся щосили проникнути в людину, зрозуміти її, дізнатися, чим живе, що собою являє. 5. Навіть «здрастуй» можна сказати так, щоб смертельно образити людину. 6. Навіть «сволота» можна сказати так, що людина розтане від задоволення. |

Вже в XXI столітті Георгій Вайнер зізнавався: «Хто читав цей роман, ті знають, що там дуже обережно і дуже акуратно, без всяких революційних криків написано, що чудова людина, видатний детектив Гліб Жеглов є по суті сталінським катом. Для нього не існує цінності людського життя, свободи, переживань. І абсолютно очевидно для тих, хто пам'ятає трошки історію, що слідом за подіями 45-46 року, описаними в романі, настала хвиля жахливих репресій, де саме Жеглови відзначилися в корпусі МВС-МДБ нечуваними зловживаннями, нечуваними злодіяннями, тому що щира переконаність у правоті справи, яку вони роблять, безумовні особистісні здібності, відсутність будь-яких моральних сумнівів робило їх страшним знаряддям. В романі це простежується, і зрозуміло, що буде з Жегловим завтра. У фільмі ця тема практично пішла, тому що зник текст, а залишилася величезна чарівність Володі Висоцького». Іван Диховичний додає: «Володя спростив це, тому що йому шалено хотілося».
|  | Говорухін спростив Вайнерів, Висоцький спростив Жеглова, і таким чином вийшов народний твір (Петро Вайль) |

### У фільмі

#### Проби
|  | Цю роль він собі організував сам. |

Володимир Висоцький був затверджений на цю роль практично відразу. Саме він «привів» у проект режисера Станіслава Говорухіна, з яким працював раніше («Вертикаль»). «Можна сказати, що не я запросив Висоцького до картини „Місце зустрічі змінити не можна“, а він — мене, — згадує Говорухін. — Одного разу він каже мені: „Знаєш, тут мені Вайнера сказали, що у них для мене є хороша роль. Ти почитай роман, мені зараз ніколи“ (…) Я взяв у нього роман, він називався „Ера милосердя“, прочитав і… просто очманів. Коли Володя приїхав, я сказав йому: „Роман, дійсно, класний, і роль приголомшлива. Ти нічого схожого ще не грав, уявляю, як ти це зробиш“». До цього кандидатом в режисери був Олексій Баталов, однак він хотів при цьому і сам зіграти Жеглова.
За легендою, Висоцький стояв біля витоків створення стрічки, умовивши братів Вайнерів до написання сценарію, за яким йому дуже хотілося зіграти. Аркадій Вайнер згадує: «Висоцький (…) буквально закохався в Жеглова і в цей роман. Можна сказати, що це була любов з першого погляду. Він, отримавши від мене в подарунок роман в день його виходу — так сказати, авторський екземпляр (їх було 10), на другий день вранці прийшов весь пройнятий цим романом і вигукнув, що саме він зіграє Жеглова, тому що більше ніхто так добре його не зіграє». Брати вирішили зэхидничали, і натомість заявили, що цю роль добре зіграли і Сергій Шакуров, і Микола Губенко.

«Я прийшов застовпити Жеглова». — «В якому сенсі „застовпити“?» Він каже: «В буквальному сенсі. Ви ж не робите вигляд, що не знаєте, що це — сценарій гігантського багатосерійного фільму, і Жеглова в цьому фільмі хотів би грати я. І взагалі, так, як я, вам Жеглова ніхто не зіграє» (зі спогадів Аркадія Вайнера).

Однак судячи зі спогадів Говорухіна, Висоцький нібито не читав книгу до того часу, як Вайнери запропонували йому Жеглова, але Висоцький і Говорухін вирішили письменникам цього не говорити.
Георгій Вайнер додає: «Роль писалася на Володю, і Володя з самого початку знав, що він за будь-яку ціну зіграє цю роль. Проблема була в тому, що Висоцький був не екранний артист, його не пускали на телебачення ніколи, і тому головне завдання було пробити Висоцького на роль. Це коштувало величезної крові, і треба віддати належне Говорухіну, що він, будучи товаришем Висоцького, пішов на ризик закриття картини, відстоюючи саме кандидатуру Висоцького перед всією цією жахливою оравою з телебачення. І це вдалося зробити». Аркадій доповнює, що роль Жеглова була «підігнана» під Висоцького.
Щодо проб Говорухін розповідає: «Володю я міг би затвердити і без проб, тому що для мене, як і для всіх нас, було ясно, що цю роль повинен грати тільки він. Але для проформи я зробив на цю роль декілька проб інших акторів, які завідомо не могли змагатися з Висоцьким. І коли показував їх керівництву, я показав і ті, які були, звичайно, набагато гірші проб Висоцького. Начальство це дуже переконало. „Звичайно, тільки Висоцький!“ — сказали вони і досить легко затвердили його на роль». У число «підставних» Жеглових входив Євген Стежко (йому в підсумку дісталася роль Топоркова).

#### Зйомки
При роботі над образом Володимир Висоцький прискіпливо розпитував досвідчених сищиків про їх роботу, з'ясовував кожну дрібницю.
Характерний вигляд Жеглова, створений костюмерами. Аркадій Вайнер вказує: «Одяг для свого героя Висоцький вибирав на костюмерному складі Одеської кіностудії з художником по костюмах Акімовою. Речі підшукували довго і ретельно. Неминучі для другої половини 1940-х років елементи військової форми: галіфе, чоботи. А ще піджак, сорочка-апаш, джемпер в смужку. Приблизно так був одягнений кіногерой Аль Пачіно в одному з фільмів, який дуже подобався Володі».
Висоцький додавав сценарій в образ і сюжет — так, саме Висоцький придумав помістити фото Вари на стіну комори; а з 19 по 21 і з 26 по 30 червня, поки Говорухін був в НДР, взагалі підміняв його  як режисер; потім ще раз в Москві. Говорухін згадав дві сцени, зняті Висоцьким, — упізнання Фокса і допит Груздєва.

У музеї Одеської кіностудії зберігається розрахункова відомість фільму «Місце зустрічі змінити не можна». Згідно з цим документом, Висоцький отримував 42 рублі за знімальний день. Володимир Конкін отримував на десять рублів більше

#### Пісні
Володимир Висоцький запропонував для фільму декілька своїх пісень («За тих, хто у Мурі», «Пісня про кінець війни», «Балада про дитинство» та інші), так чи інакше співзвучних з сюжетом, проте вони були відкинуті Говорухіним, який вважав, що вони не підходять до образу Жеглова. Коли Говорухін запропонував йому заспівати пісню Олександра Вертинського «Ліловий негр» (цей епізод відсутній в книзі), Висоцький спочатку відкинув цю ідею. Але в підсумку він погодився, проте в серіалі виконання пісні під фортепіанний акомпанемент перемежовується прозовими фразами. До того ж, в іншому нав'язаному йому епізоді (попередньому — в єдиній сцені, коли Жеглов з'являється в парадному міліцейському кітелі капітана НКВС), Висоцький одягає кітель (хоча носити цю форму сталінських часів артист також спочатку відмовлявся категорично) і принижує його зі словами: «…О, Шарапов. Мій домашній одяг: щось на зразок піжами. (…) Так тому, що ніколи не доводилося одягати і, напевно, не доведеться».
Однак спогади Аркадія Вайнера щодо пісень знову суперечать словам Говорухіна: «Висоцький написав заготовки всіх п'яти пісень, але, коли йшли зйомки на Одеській кіностудії, він раптом сказав: „Хлопці, адже це неправильно, якщо я буду виступати як автор-виконавець. Ми витрачаємо великі зусилля, щоб до десятої хвилини першої серії глядач забув, що я Висоцький. Я — Жеглов. А коли я заспіваю свою пісню, вся ця праця піде нанівець“. Ми згнітивши серце змушені були з ним погодитися». Георгій Вайнер говорить те ж саме: «Висоцький сказав, спробувавши різні варіанти: „По-моєму, це лабуда. Як тільки я заспіваю, все відразу скажуть: який же це Жеглов, це Висоцький“».

#### Трактування образу
Георгій Вайнер хвалить виконання Висоцького: «Треба зазначити одна важлива обставина: Висоцький дуже точно розумів соціальну роль Жеглова… Такий яскравий і сильний чоловік, як Жеглов, при певних історичних передумовах, наданий своїм інстинктам і своїм розуміння правосвідомості, перетворюється з обуха, за допомогою якого тримали в узді злочинність, у кістень проти порядних людей».
У 1979 році критик «Літературної газети» О. Чайковська написала: «У тому-то й заслуга творців фільму, і, насамперед, Володимира Висоцького: ми постійно мучимося з характером капітана Жеглова, ніяк не можемо зрозуміти, хто він. Стільки в ньому істинно братського — відкритий, надійний, завжди прийде на допомогу. Але стільки душевної грубості, позерства, нестерпної зарозумілості, що ми в той же час (в той самий!) не можемо з ним примиритися, і відчуваємо його як небезпечну силу». Сам Висоцький в одному зі своїх нечисленних інтерв'ю, де він говорить про роль Жеглова, погодився з цим висловлюванням: «Ось Ольга Чайковська — там вона добре написала, що я от не розумію, він нам подобається або не подобається, подобається чи не подобається».
Письменник Едуард Хруцький вважав Гліба Жеглова негативним персонажем, а поява такого яскравого антигероя — проривом в радянській літературі:
«…Взагалі, обмежень було безліч. В Головліт, наприклад, вступив знаменитий наказ заступника міністра внутрішніх справ Юрія Чурбанова, з якого випливало: літературним героям — слідчим, слідчим — заборонялося випивати, розходитися з дружинами і, не дай бог, мати коханку! Для нагляду за нами, письменниками і журналістами, в той час існувала ціла державна система: Головліт, прес-бюро КДБ, прес-бюро МВС і прес-бюро Прокуратури СРСР. Я спеціально розповідаю про цей цензурний маразм, щоб було зрозуміло: поява в літературі такого яскравого антигероя, як Гліб Жеглов, — потужний прорив братів Вайнерів. Вони вже були дуже знаменитими людьми, коли почали працювати над „Ера милосердя“. Я вважаю — це їх головний роман. Перемога над цензурою відбулася ще й тому, що роман вийшов у „Воєніздатє“. Військову цензуру не цікавив моральний вигляд сищиків; їх цікавило, чи немає в романі військових таємниць — опису нового танка або дислокації військ. Нічого цього в романа не було. Так вперше в детективній літературі виник образ антигероя — високого, з тонкою талією, циганисто-красивого Гліба Жеглова. Він складна людина. Міг віддати свої хлібні картки сусідці; а міг взяти кримінальну справу, забуту товаришем на столі, заховати його і весь день спостерігати, як товариш мучиться. Вайнери не любили свого героя — він більше ніде ніколи не з'являється, а Шарапов „переселяється“ в нову книгу „Гонки по вертикалі“. Висоцький зробив Жеглова іншим. Пісенна чарівність і майстерність актора зробили з антигероя — героя. „Злодій повинен сидіти у в'язниці“ — це стало заповіддю для багатьох сищиків. Але, на жаль, підкинути кому треба пістолет або наркотики, для деяких стала такою ж буденною справою, як для Жеглова — запхати гаманець у кишеню злодюжки Кості Саприкіна, так незабутньо зіграного Станіславом Садальським».

#### Передостання роль
Висоцький зіграв Жеглова у 41-річному віці. Дві ролі — Жеглова і Дона Гуана в «Маленьких трагедіях» того ж 1979 року виявилися останніми для Висоцького, який помер наступного року. Говорухін згадує: «10 травня 1978 року — перший день зйомок. І день народження Марини Владі. Ми в Одесі, на дачі нашого друга. І ось несподіванка. Марина веде мене в іншу кімнату, замикає двері, зі сльозами просить: „Відпусти Володю, знімай іншого артиста“. І Володя: „Зрозумій, мені так мало залишилося, я не можу витрачати рік життя на цю роль!“ Як багато втратили б глядачі, якби я здався в цей вечір. Одного разу, коли я розповів цей випадок на зустрічі з глядачами, з залу прийшла записка: „А чи варто рік життя Висоцького цій ролі?“ Питання підступне. Якщо б рік, який зайняли зйомки, він витратив на твір віршів, тоді відповідь була б однозначною: не варто! Бути поетом — таким було його головне призначення в цьому житті! Але у Володі були інші плани, я знав їх, і ми побудували для нього щадний режим зйомок, щоб він міг здійснити все задумане: побувати на Таїті, зробити гастрольне турне по містах Америки».
Біограф Висоцького додає до цього епізоду умовлянь: «На хвилину і сам Висоцький піддається слабкості: „Мені так мало залишилося, я не можу витрачати рік життя на цю роль!“ Насправді не думає він так: не робота вбиває, а відчуття безнадійності. Жеглов якраз зараз може витягнути. Це буде не стандартний радянський міліціонер, не „мент“, а персонаж начебто бальзаківського Вотрена: сам із „колишніх“, досконально знає злодійське середовище. В сценарії цього немає, але можна ж такий підтекст чисто психологічно протягнути. Плюс можливість закільцювати творчу біографію, зімкнути цю роботу зі своїми ранніми, „блатними“ піснями, показати всім, звідки вони виросли. Мабуть, „Балада про дитинство“ цілком підходить, щоб прозвучати за кадром. І ще можна написати про кінець війни… Так, які сумніви — сам весь цей сир-бор затіяв, сам кашу заварив. Расхлібаємо!»
В 1987 за створення образа Жеглова в телевізійному художньому фільмі «Місце зустрічі змінити не можна» і авторське виконання пісень Володимиру Висоцькому присуджена Державна премія СРСР (посмертно).

### Подальша доля Жеглова
У XXI столітті Георгій Вайнер кілька разів (дивіться вище) висловлювався про особу свого літературного персонажа, позначаючи контури його розвитку і відзначаючи, що кинотрактовка все спрощує: «…у свідомості мільйонів людей він — герой, веселун, безкорисливий чудова людина. Ніхто не розуміє, що з цього хлопця через дуже короткий час вийшли ті симпатичні, привабливі молоді та безстрашні працівники МДБ, які вивертали руки, вибивали зуби: Вони робили роботу без зла і без якогось злорадного бажання мучити цих людей. Вони працювали як теслярі: дошки треба стругати, пиляти». (У пізніших критиків фільму ця ідея доходить до узагальнень, роблять Жеглова символом епохи: «Самий дохідливий спосіб тов. Сталіна у вітчизняному кіно створив — ну, хто б сумнівався — Володимир Висоцький (…) Вони там всі були — сталіни. Незалежно від прізвища і посади — будь то Гліб Жеглов або Йосип Джугашвілі, московський мент або володар полуміра»).
Жеглов, на відміну від Шарапова (кар'єра якого простежується аж до генерала і глави МУРа), не згадується ні в одній з інших книг Вайнерів, крім «Ери милосердя». Тим не менш, за словами Аркадія Вайнера, ще за життя Висоцького (посередині зйомок фільму) він наполіг на тому, щоб брати почали писати сценарій «Місце зустрічі змінити не можна 2», причому Висоцький сам знайшов продовження сюжету, розкопавши історію в надрах МВС. Після його ранньої смерті Вайнера здалося блюзнірством повертатися до цієї ідеї (можливо, з цим же пов'язана «зникнення» героя з книг — Жеглов, на відміну від Шарапова, з'явився на сторінках тільки в 1976 році, і майже відразу, вже в 1979 році став кіноперсонажем).
Однак пізніше (в середині 1990-х, а потім наприкінці 2000-х років) брати повернулися до цієї ідеї, переоцінивши її вже як «пам'ятник Висоцькому». За словами Аркадія, «залишилися невикористані зйомки, яких вистачило б для початку серіалу. Але серіал довелося сюжетно змінити: на самому початку Жеглов гине в результаті зради одного із співробітників. І інші серії присвячені розкриттю цієї зради». Однак ідея так і залишилася нереалізованою.

## У інших авторів

### Скульптура
Пам'ятник Володимиру Висоцькому в образі оперативника МУРа Жеглова встановлений в центрі Маріуполя (Донецька область) поруч з рестораном «Місце зустрічі».

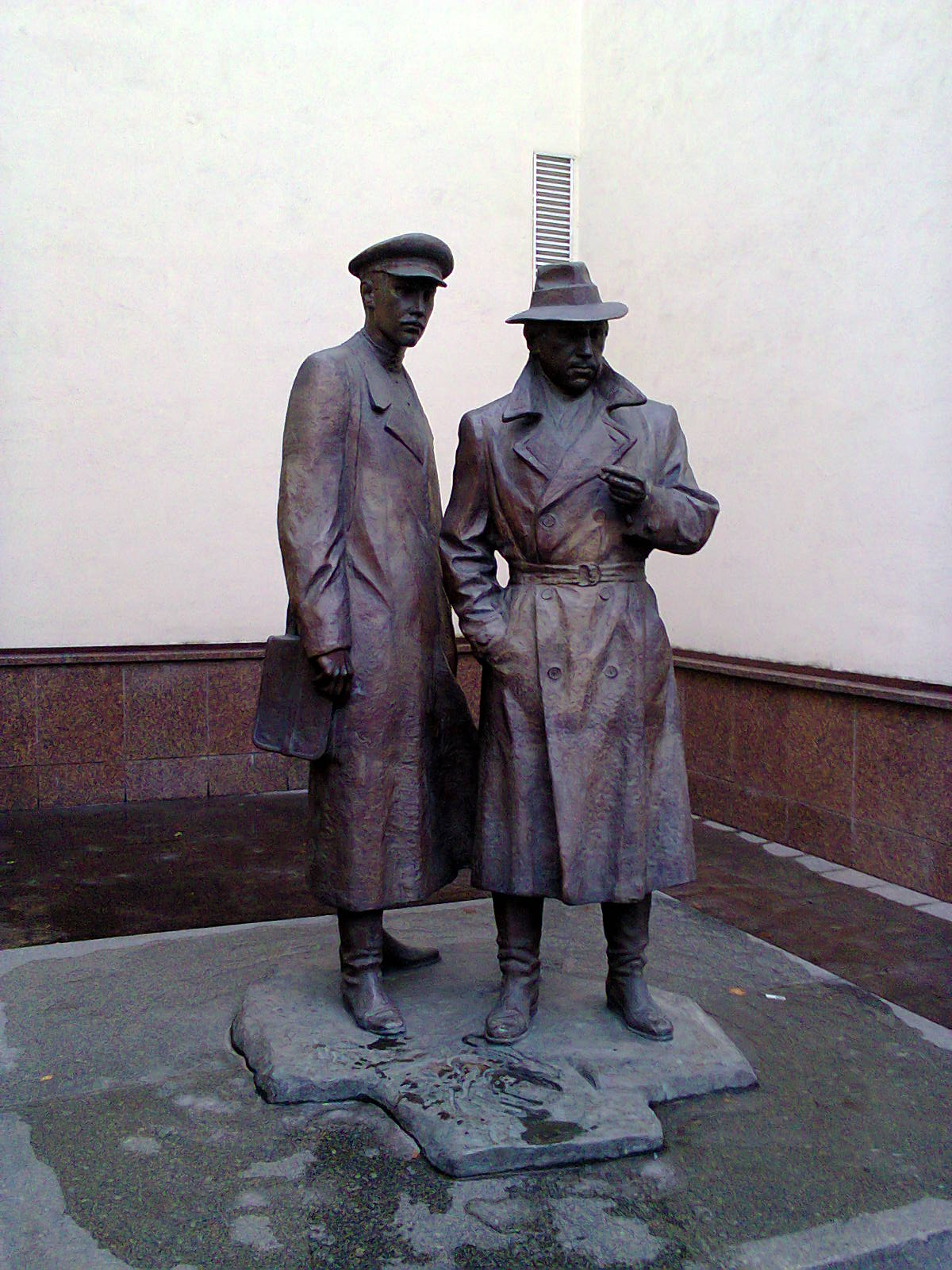
Пам'ятник Жеглову і Шарапову в Києві

14 квітня 2009 року, до 90-річного ювілею карного розшуку, пам'ятник Жеглову і Шарапову відкрили в Києві на вулиці Богомольця, 10, біля будівлі Міністерства внутрішніх справ України. На відкриття пам'ятника на «полуторці» ГАЗ-АА приїхали курсанти у формі НКВС 1940-х років, тобто часу, коли відбувається дія «Ери милосердя».
У 2015 році біля будівлі ГУ МВС Росії у Волгоградській області (Волгоград, вулиця Червонопрапорна, 17) відкрито пам'ятник Глібу Жеглову і Володимиру Шарапову.
8 листопада 2016 року відкрито пам'ятник Глібу Жеглову і Володимиру Шарапову, біля входу в будівлю ГУВС р. Москви на Петрівці, 38.
У травні 2018 року в парку «Відображення Радянського Союзу» місто Ангарськ (Іркутська область) відкрито пам'ятник Жеглову.

#### Пісні
Гліб Жеглов вперше з'являється в пісенній творчості самого Висоцького — в жартівливій пісні «Братам Вайнерам»:

Громадяни, ах, скільки ж я не співав, але не від ліні —

Нікому: дружина — в Парижі, всі дружки — сидять.

Навіть Гліб Жеглов, що ботал трохи по новій фені —

Нічого не заспівав, дивак, п'ять вечорів поспіль..

Також Висоцький згадує про нього в пісні «Я не спел вам в кино, хоть хотел…» про зйомки:

Я не заспівав вам в кіно, хоч хотів,

Навіть брати мене підтримали:

Там, у книзі, мій Гліб де співав,

І весь МУР всі п'ять днів витримав,

Але в Одесі Жеглова затиснули..

Можливо, це саме та пісня, про яку згадує Аркадій Вайнер, розповідаючи, як Висоцький умовляв їх з братом написати продовження: "Ми змушені були відмовитися від продовження, оскільки у нас був запланований роман "Ліки проти страху «. Але треба знати завзятість Висоцького, він від нас не відступав. І одного ранку, коли зібралася трупа, він заспівав жартівливу пісню „Про вайнерізм“, присвячену нам з братом. Нам було це дуже приємно». Всього братам Висоцький присвятив дві пісні.

Борис Олександрович Алмазов в пісні, присвяченій пам'яті Висоцького (про кораблі, названі на честь артиста), згадує цей персонаж:

Його стерновий, міцно в палубу впаяний, 

Стояв, як інспектор Жеглов.
.

У 1990 році група «Любе» вперше виконала пісню Олександра Шаганова «Атас», присвячену героям фільму «Місце зустрічі змінити не можна»:

 «Гліб Жеглов і Володя Шарапов

Засиділися за столом не дарма.

Гліб Жеглов і Володя Шарапов

Ловлять банду і ватажка…».

Героям фільму «Місце зустрічі змінити не можна» присвячена пісня Михайла Шелега «Чорна кішка» в жанрі російського шансону:

 «Вистежив Фокса капітан Жеглов. 

На допит до Шарапова проситься Груздєв»
.